# 阮友雄
阮友雄（1930年4月19日—），越南共和國法官，曾任越南共和國勞動部長。

## 生平
1930年4月19日，阮友雄出生於越南北部清化省。:328
阮友雄擁有法學學位。:328曾擔任平定省預審法官、富安省審判長和福綏省審判長等職務。:328
1964年，陳文香邀請阮友雄出任自己內閣的勞動部長。:328
1966年，阮友雄再次出任阮高祺內閣的勞動部長，:328接替調任總理助理祕書的阮春風。
1975年後，阮友雄被新政府逮捕。

## 榮譽
- 一等金塔佩星[註 1][2]:328
- 彰美佩星[2]:328

## 個人生活
根據1974年出版的《越南名人錄》，阮友雄已婚，有四個子女。:328